# تلعصه
تلعصه (به عربی: تلعصة) یک شهرداری در الجزایر است که در استان الشلف واقع شده‌است. تلعصه ۲ نفر جمعیت دارد.